# Крученозубка відсічена
Крученозубка відсічена (Tortula truncata) — вид мохів порядку потіальних (Pottiales).

## Поширення
Батьківщиною є Європа, Північна Африка, Північна Америка, Азія, Австралія, Нова Зеландія.
Населяє ґрунт, вапняний ґрунт із травами, полями, газонами, узбіччями доріг; від низьких до помірних висот.

## Галерея

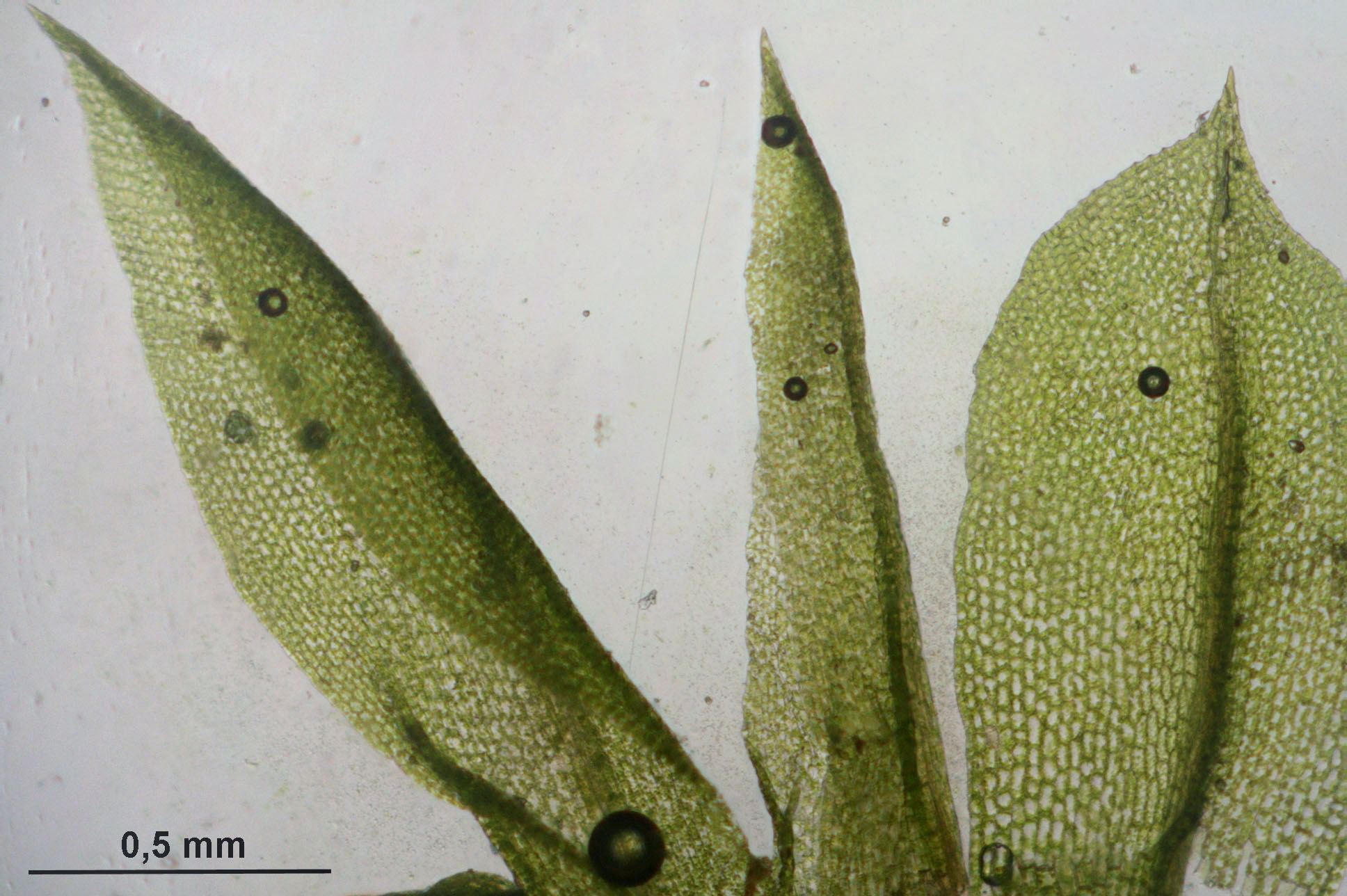
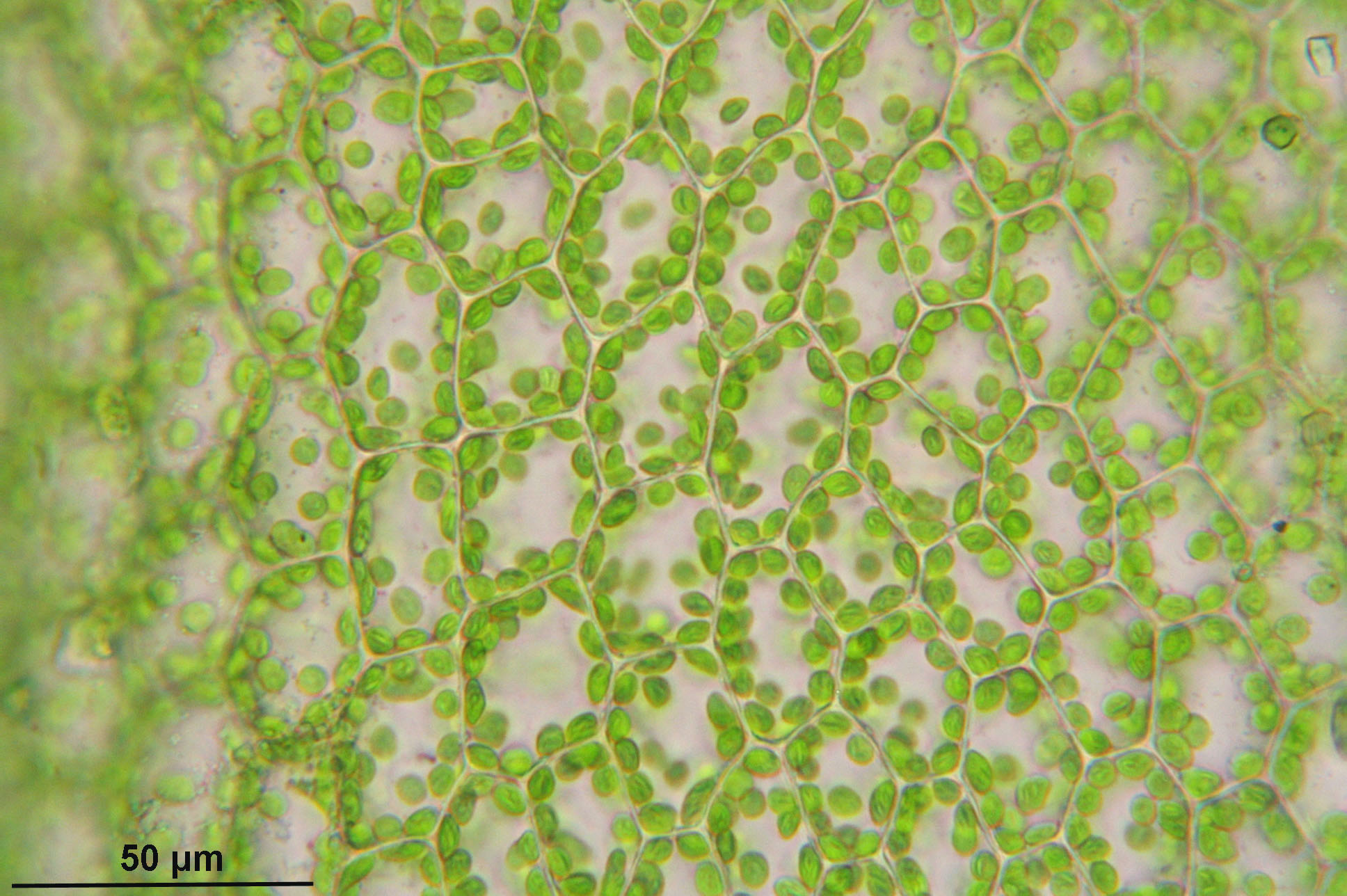
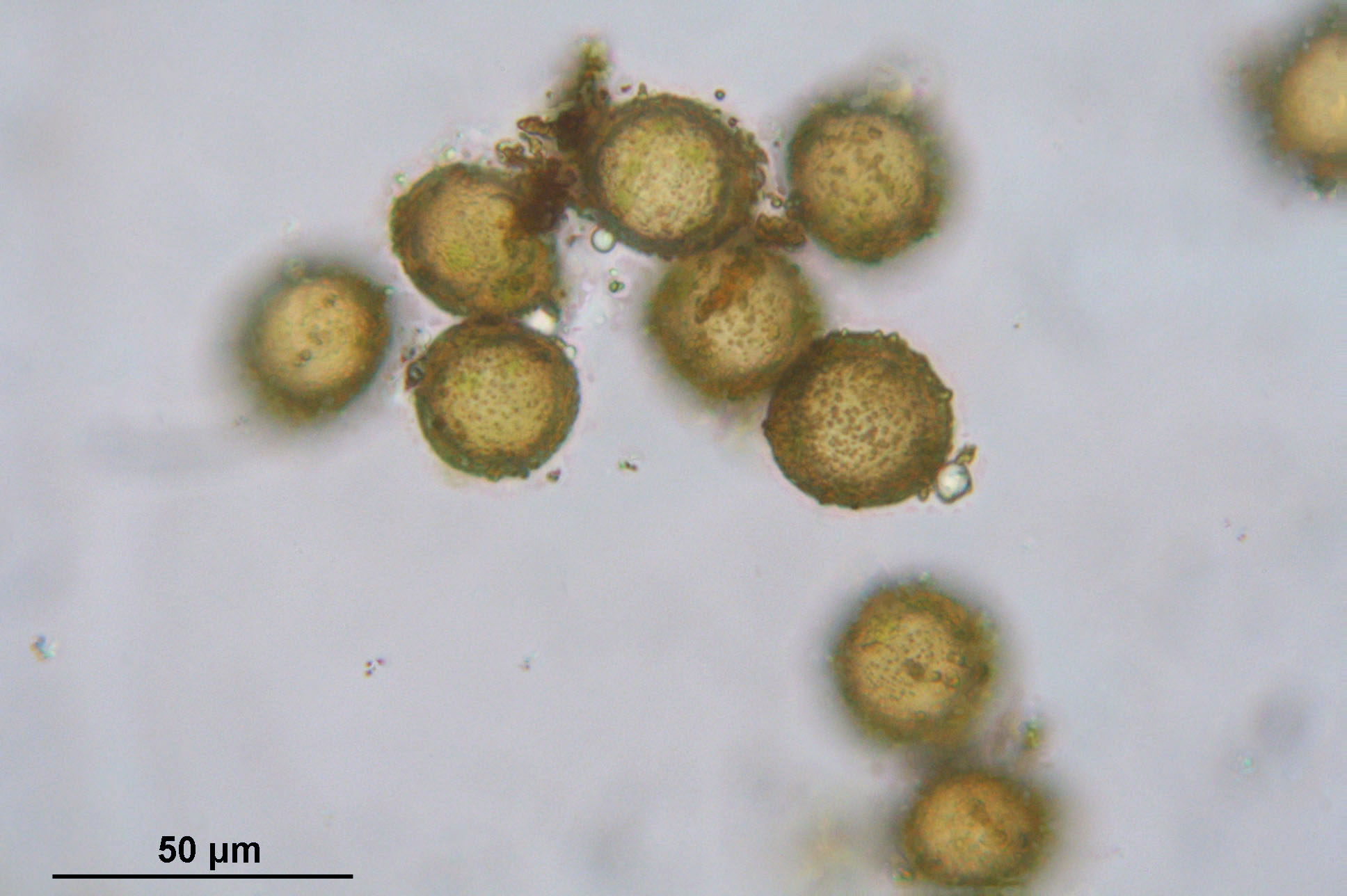

## Характеристика
Листки від обернено-яйцюватої до лопатчатої форми, верхівка широко-гостра або зрідка заокруглена, з коротким остюком, краї проксимально рівні або рідко слабо загнуті, дистально слабо облямовані 2–4 рядами трохи товстіших клітин. Вид автоіктичний. Коробочкові ніжки 0.25–0.4(0.6) см. Коробочка обернено-яйцювата, прямовисна й майже пряма, урноподібна, 0.6–1 мм. Спори 25–30 мкм, кулясті, густо-сосочкові. Коробочки дозрівають восени — навесні.